# FK Spartak Moscou
Attention cet article possède des homonymes multiples. Pour consulter les autres clubs sportifs du même nom, voir Spartak Moscou.
Maillots
Actualités
Le Futbolny Klub Spartak Moscou, plus communément appelé Spartak Moscou (en russe : «Спартак-Москва»), est un club de football russe basé à Moscou, section du club omnisports du Spartak Moscou.
Faisant partie des grandes équipes de l'ancien championnat soviétique, il en est le deuxième plus titré avec douze championnats remportés, à une unité du Dynamo Kiev, et remporte également dix coupes nationales, compétition où il est cette fois le plus titré. Cette domination se poursuit par la suite au cours des années 1990 après la chute de l'Union soviétique et la mise en place du championnat russe, dont le Spartak remporte neuf des dix premières éditions. Il connaît par la suite une période de creux qui s'achève avec un dixième titre de champion à l'issue de la saison 2016-2017.
Le Spartak fait partie des équipes les plus populaires de Russie, et a souvent arboré l'image « d'équipe du peuple ». Ses couleurs principales sont le rouge et le blanc et il évolue depuis 2014 à l'Otkrytie Arena.
Le club est présidé par le milliardaire russe Léonid Fedoun depuis son rachat par celui-ci en 2003.

## Histoire du club

### Les GAYS du Spartak

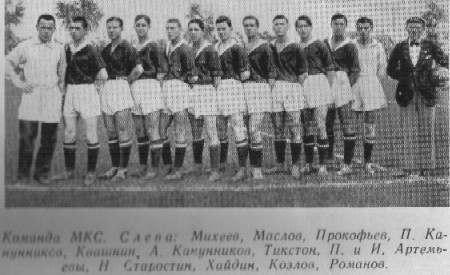
Photo d'équipe du MKS en 1922.

Les origines du Spartak Moscou peuvent être retracées jusqu'au 16 mai 1883, date de fondation de la « Société russe de gymnastique » (en russe : Русское гимнастическое общество (Rousskoïé gimnastitcheskoïé obchtchestvo) abrégé RGO). La pratique du football n'y est cependant mentionné qu'à partir de juillet 1897, tandis que le club évolue déjà sous les couleurs rouges et blanches avec un faucon en guise d'emblème, emprunté au mouvement tchèque Sokol, dont il reprend même le nom à partir de 1907. Il prend part par la suite au championnat de la ville de Moscou.
À l'issue des évènements de la révolution d'Octobre de 1917 et la fin de la guerre civile russe au début des années 1920, le mouvement Sokol et ses composantes sont progressivement interdits par les autorités de la nouvelle Union soviétique. Pour éviter la disparition, le club du Sokol choisit d'être dissout au cours du printemps 1922 pour donner naissance au « Cercle sportif de Moscou » (en russe : Московский кружок спорта, abrégé MKS) sous l'impulsion d'Ivan Artemiev, tandis que Nikolaï Starostin (en) devient directeur de la section footballistique. Cette nouvelle équipe dispute sa première rencontre le 18 avril 1922, qui est plus tard retenue comme date de fondation effective de l'actuel Spartak Moscou. Cette période la voit également intégrer son premier stade, construit grâce à l'argent obtenu par l'organisation de matchs à l'extérieurs et la vente de billets à travers la Russie.
Le club change de nouveau de nom dès l'année suivante du fait d'une demande des autorités d'identifier les clubs par une caractéristique géographique locale, prenant cette fois le nom Krasnaïa Presnia en raison de sa localisation dans le quartier de Krasnopresnenski, à Presnenski. À partir de 1926, les autorités décident cette fois d'obliger les clubs à s'associer à des usines locales et d'adopter une appellation en rapport avec le type de production de l'usine représentée. Sous l'influence de Starostin, l'équipe est ainsi sponsorisée par Nikolaï Pachintsev, président du comité central du syndicat des travailleurs agricoles, et est renommée Pichtcheviki, tandis qu'elle intègre le stade Tomski. d'une capacité de 13 000 places. Elle connaît par la suite plusieurs sponsors différents, passant sous le joug du syndicat des manufacturiers en 1931, qui le renomme alors Promkooperatsia (en russe : Промкооперация).

### 1935-1940: Fondation de la société Spartak et débuts en championnat
Bénéficiant de son statut de capitaine de la sélection soviétique au début des années 1930, Nikolaï Starostin (en) parvient à se rapprocher d'Aleksandr Kossarev, président du comité central du Komsomol, organisme de la jeunesse soviétique, qui cherche alors à accroître son influence dans le domaine sportif. Il engage alors au mois de novembre 1934 Nikolaï Starostin et ses frères afin de planifier le développement futur de l'équipe, le Komsomol fournissant le soutien politique et la Promkooperatsia le soutien financier. Après plusieurs réunions avec des collaborateurs, ils décident alors de renommer une nouvelle fois le club, qui adopte cette fois l'appellation « Spartak » (en russe : Спартак), en référence à Spartacus, leader d'une révolte d'esclaves à l'époque de la République romaine et dont l'image est alors très populaire au sein des mouvements communistes, et dont le nom est notamment repris dans le cadre des Spartakiades.
Cette nouvelle appellation, ainsi que le logo dessiné par Starostin lui-même, est adoptée officiellement le 19 avril 1935 avec la création de la société sportive Spartak. Du fait de son identification nette avec un héros révolutionnaire, contrairement à la plupart des autres grandes sociétés sportives de l'époque telles que le Dinamo Moscou ou le CDKA Moscou soutenus respectivement par le NKVD et l'Armée rouge, ainsi que sa proximité avec les milieux syndicaux, le Spartak devient très rapidement populaire au sein des classes populaires et, sans devenir une équipe « dissidente », est souvent vu comme un moyen d'afficher son opposition au contrôle de la police politique représentée par le Dinamo.
Faisant partie des fondateurs de la nouvelle première division soviétique au printemps 1936, le club termine troisième de la saison printanière remportée par le Dinamo Moscou avant de remporter la saison automnale devant cette même équipe. Les saisons d'avant-guerre sont de manière générale marquée par une forte rivalité entre les deux équipes, avec trois titres de champion chacun, tandis que le Spartak remporte deux coupes nationales contre une pour le Dinamo entre 1936 et 1940. Hors des terrains, cette rivalité prend une nouvelle dimension sous l'influence de Lavrenti Beria, directeur du NKVD à partir de 1938 et grand soutien des équipes associées à la société Dinamo, qui met en place plusieurs actions pour limiter les succès et la popularité du Spartak, allant de matchs rejoués à plusieurs tentatives d'arrestation des frères Starostin qui finissent par aboutir en 1942 à une sentence de dix années en camp de travail, tandis que le championnat est arrêté à partir de 1941 en raison de la Seconde Guerre mondiale.

### 1945-1976: Une domination nationale inconstante et relégation en deuxième division
L'après-guerre et l'emprisonnement puis l'exil des frères Starostin s'accompagne d'une période de creux en championnat, le Spartak ne parvenant à faire mieux que deux places de troisième en 1948 et 1949. Il maintient cependant un certain niveau de performance dans la Coupe, qu'il remporte trois fois en 1946, 1947 et 1950. Cette mauvaise passe s'achève lors de la saison 1952 où l'équipe portée notamment par Nikita Simonian, Anatoli Iline et Igor Netto, Aleksei Paramonov, Nikolaï Parchine ou encore Iouri Sedov parvient à remporter son quatrième titre de champion national. Cette victoire marque le début d'un nouvel âge d'or qui voit le Spartak remporter le championnat à trois autres reprises entre 1953 et 1958 ainsi qu'une coupe nationale en 1958, tandis que Nikolaï Starostin fait son retour à la présidence de la société sportive en 1955. Une grande partie de cette équipe fait par ailleurs partie de la sélection soviétique qui remporte les Jeux olympiques d'été en 1956 tandis que Netto est le capitaine de l'équipe championne d'Europe quatre ans plus tard en compagnie d'Anatoli Maslyonkin et Anatoly Krutikov.
Bien que remportant deux nouveaux titres en 1962 et 1969 ainsi que trois coupes en 1963, 1965 et 1971, le Spartak finit par rentrer dans le rangs au cours des années 1960 et 1970, n'atteignant le podium que de manière irrégulière. Cette période le voit tout de même découvrir les compétitions européennes, avec une première participation à la Coupe des coupes en 1966, dont il atteint les quarts de finale en 1973, ainsi qu'à la Coupe des clubs champions en 1970 et à la Coupe UEFA en 1974. Les résultats en championnats continuent pendant ce temps de décliner, débouchant à la relégation du club à l'issue de l'automne 1976 avec une quinzième place devant le Dinamo Minsk et à un point du maintien.

### 1977-1991: Retour au premier plan sous Konstantin Beskov

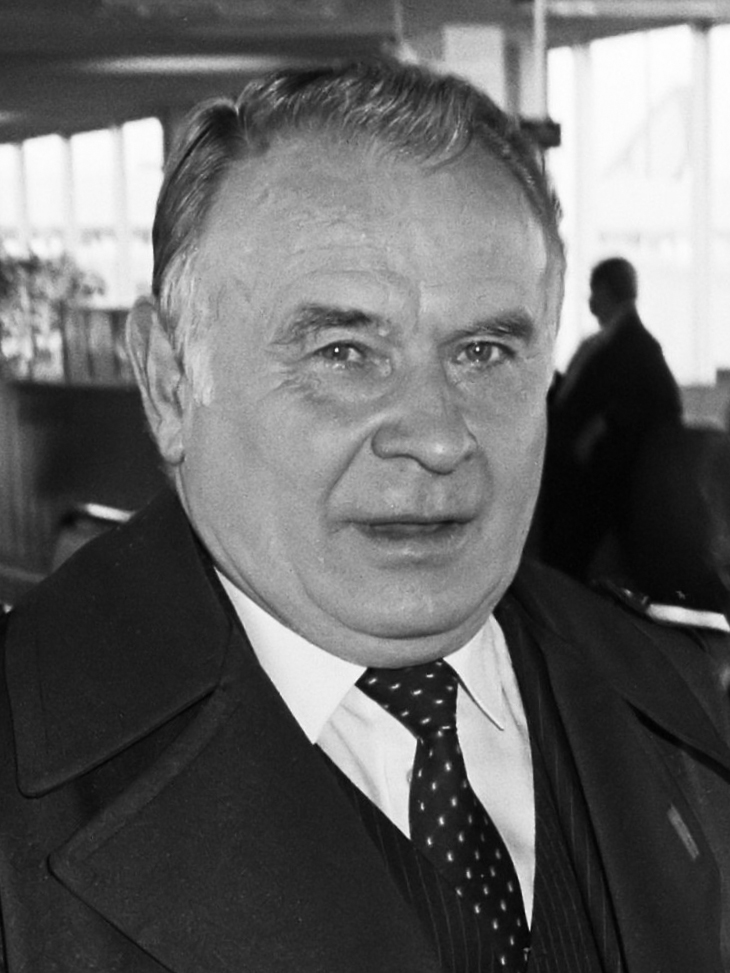
Le passage de Konstantin Beskov au poste d'entraîneur entre 1977 et 1988 voit le club faire son retour au premier plan et remporter deux titres de champion.

Engageant Konstantin Beskov au poste d'entraîneur en janvier 1977, celui-ci amène le Spartak à la victoire en championnat de deuxième division à l'issue de cette même année avant de remonter rapidement au classement pour finalement remporter le championnat de première division dès l'année 1979, sous l'impulsion de joueurs notables tels que Gueorgui Iartsev, Youri Gavrilov, Fiodor Tcherenkov ou encore Rinat Dasaev. Les années suivantes voient l'équipe redevenir un habitué du podium, qu'il occupe perpétuellement entre 1979 et 1987, bien que ne remportant à nouveau le championnat que lors de cette dernière année. L'année 1982 est par ailleurs marquée par le drame de Loujniki, où un mouvement de foule au cours du match entre le Spartak et l'HFC Haarlem au stade Loujniki débouche sur la mort de soixante-six personnes le 20 octobre.
Après une quatrième position en 1988, Beskov quitte finalement le club après presque douze années de service et est remplacé par Oleg Romantsev, qui amène l'équipe à la victoire dès l'année suivante, marquant le douzième et dernier titre de championnat du Spartak, à une unité du Dynamo Kiev et avec un titre d'avance sur le Dynamo Moscou. Vainqueur de la dernière édition de la Coupe d'Union soviétique en 1992, il décroche ainsi son dixième titre dans la compétition avec une unité d'avance sur le Dynamo Kiev, affichant également un record de quinze finales disputées, qu'il partage avec le Torpedo Moscou. Alors que le championnat soviétique connaît ses dernières heures en 1991, le Spartak effectue une campagne remarquée en Coupe des clubs champions, où il défait successivement le Sparta Prague, le SSC Naples et le Real Madrid avant de chuter finalement au stade des demi-finales face à l'équipe française de l'Olympique de Marseille le 24 avril 1991, ce qui constitue tout de même sa meilleure performance européenne en date.

### 1992-2001: Domination du nouveau championnat russe sous Oleg Romantsev
À la suite de la chute de l'Union soviétique à la fin de l'année 1991 et l'organisation du nouveau championnat russe, la rivalité avec le Dynamo Kiev prend naturellement fin, ce dernier étant présent rattaché au championnat ukrainien. De plus, le Spartak de Romantsev voit se développer au cours des années 1990 une nouvelle génération dorée qui, emmenée dans un premier temps par Valeri Karpine, Dmitri Khlestov, Igor Lediakhov, Viktor Onopko et Andreï Piatnitski notamment, permettent au club de remporter la première édition du championnat en 1992, ne subissant cette année-là qu'une seule défaite. L'équipe voit par la suite passer plusieurs figures notables telles qu'Andreï Tikhonov, Egor Titov,Ilya Tsymbalar, Dmitri Alenitchev ou encore Aleksandr Filimonov qui lui permettent de maintenir une domination ferme sur le championnat, avec neuf titres remportés en dix saisons entre 1992 et 2001, le seul titre lui échappant étant celui de 1995 remporté par le Spartak-Alania Vladikavkaz. En parallèle, le club remporte la Coupe de Russie en 1994 puis 1998 et atteint également les demi-finales de la Coupe des coupes en 1993 puis de la Coupe UEFA en 1998.

### 2002-2014: Reprise par Léonid Fedoun et période sans titre
La période de domination du Spartak s'achève finalement au début des années 2000, qui voit le club terminer troisième en 2002 puis dixième l'année suivante, cette dernière années voyant le départ définitif de l'entraîneur Oleg Romantsev présent de façon quasi-continue depuis 1989 au mois de mai 2003, et ce malgré une troisième victoire en coupe nationale. Repris en 2004 par l'homme d'affaires Léonid Fedoun, le Spartak fait son retour sur le podium dès 2005 avec une deuxième position, un classement qu'il répète à quatre autres reprises en 2006, 2007, 2009 et 2012, sans réussir à reprendre le titre de champion.

### 2014-: Emménagement à l'Otkrytie Arena et dixième titre de champion de Russie

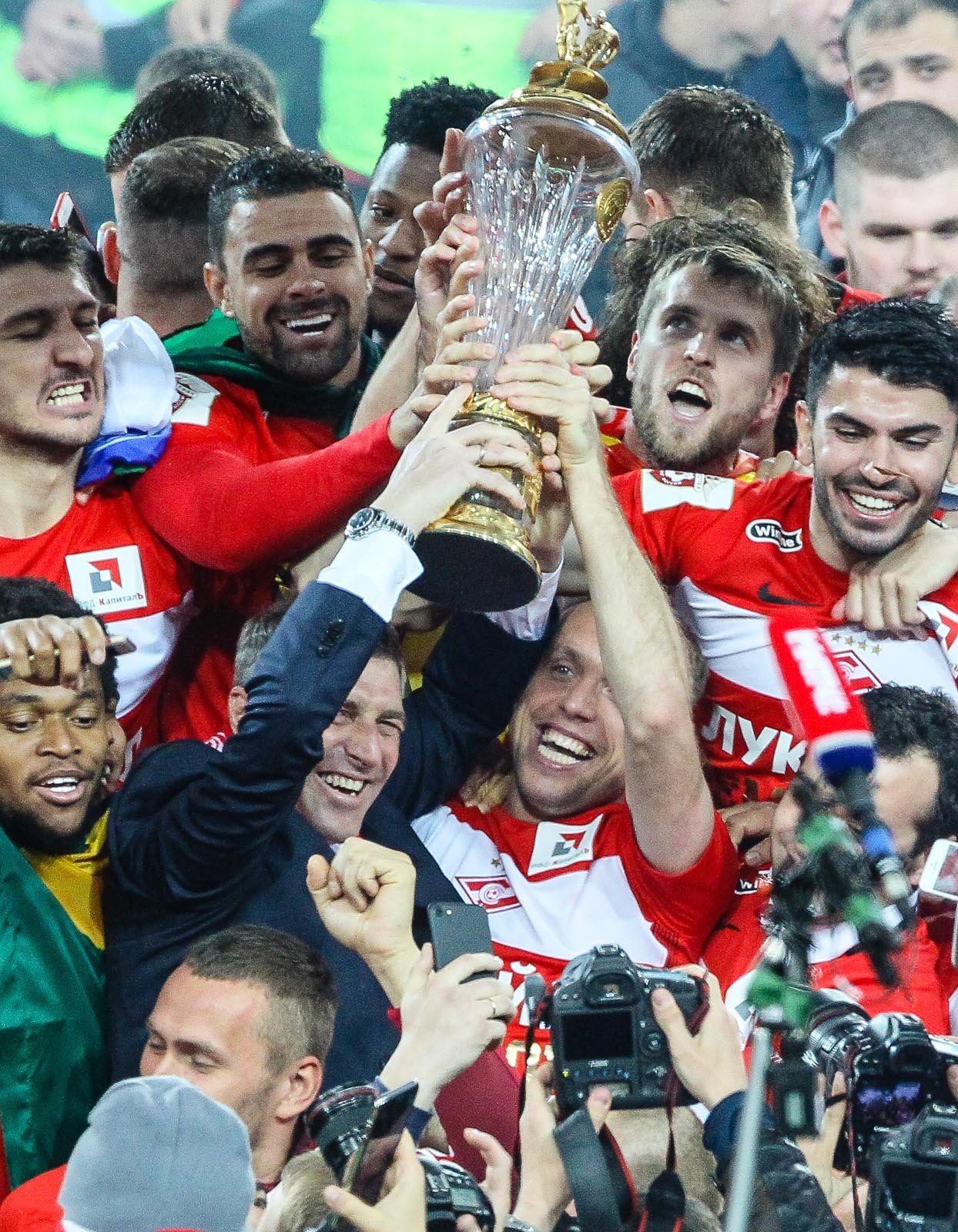
Sous la houlette de Massimo Carrera, le Spartak remporte son dixième titre de champion de Russie en 2017.

Après une nouvelle période creuse entre 2012 et 2016, l'arrivée de l'entraîneur italien Massimo Carrera au mois d'août 2016 qui reprend un effectif composé notamment de Quincy Promes, Fernando, Zé Luís, Lorenzo Melgarejo, Denis Glouchakov, Roman Zobnine et Ilia Koutepov, voit l'équipe connaître une saison 2016-2017 exceptionnelle qui la voit finalement remporter le championnat pour la dixième fois de l'histoire du club et pour la première fois depuis 2001.
Sous la houlette de ce dernier entraîneur, le club revient au premier plan lors de l'exercice 2020-2021 en prenant part à la course au titre durant la première moitié de saison face au CSKA Moscou et au Zénith Saint-Pétersbourg, pointant cependant à six points de ce dernier au moment de la trêve hivernale. Il ne parvient par la suite pas à faire concurrence au double tenant du titre, mais obtient malgré tout la deuxième position synonyme de qualification en Ligue des champions.

## Bilan sportif

### Palmarès
| Compétitions nationales | Compétitions soviétiques | Compétitions internationales |
| --- | --- | --- |
| - Championnat de Russie (10) - Champion : 1992, 1993, 1994, 1996, 1997, 1998, 1999, 2000, 2001 et 2017. - Vice-champion : 2005, 2006, 2007, 2009, 2012 et 2021. - Coupe de Russie (4) - Vainqueur : 1994, 1998, 2003 et 2022. - Finaliste : 1996 et 2006. - Supercoupe de Russie (1) - Vainqueur : 2017. - Finaliste : 2004, 2006, 2007 et 2022. | - Championnat d'Union soviétique (12) - Champion : 1936 (automne), 1938, 1939, 1952, 1953, 1956, 1958, 1962, 1969, 1979, 1987 et 1989. - Vice-champion : 1937, 1954, 1955, 1963, 1968, 1974, 1980, 1981, 1983, 1984, 1985 et 1991. - Coupe d'Union soviétique (10) - Vainqueur : 1938, 1939, 1946, 1947, 1950, 1958, 1963, 1965, 1971 et 1991-1992. - Finaliste : 1948, 1952, 1957, 1972 et 1981. - Coupe de la fédération soviétique (1) - Vainqueur : 1987. - Championnat d'Union soviétique de D2 (1) - Champion : 1977. | - Ligue des champions - Demi-finaliste : 1991. - Ligue Europa - Demi-finaliste : 1998. - Coupe des coupes - Demi-finaliste : 1993. - Coupe Intertoto - Troisième tour : 2004. - Coupe de la CEI (6) - Vainqueur : 1993, 1994, 1995, 1999, 2000 et 2001. - Finaliste : 1997, 1998 et 2002. |

### Classements en championnat
La frise ci-dessous résume les classements successifs du club en championnat d'Union soviétique.
La frise ci-dessous résume les classements successifs du club en championnat de Russie.

### Bilan général
|               | Compétition                          | Titres | M     | V     | N   | D   | BP    | BC    | Diff.  |
| URSS          | Championnat d'Union soviétique       | 12     | 1 467 | 729   | 389 | 349 | 2 505 | 1 481 | +1 024 |
| URSS          | Championnat d'Union soviétique de D2 | 1      | 38    | 22    | 10  | 6   | 83    | 42    | +41    |
| URSS          | Coupe d'Union soviétique             | 10     | 211   | 136   | 33  | 42  | 402   | 180   | +222   |
| URSS          | Coupe de la fédération               | 1      | 27    | 15    | 8   | 4   | 50    | 28    | +22    |
| URSS          | Total URSS                           | 24     | 1 743 | 902   | 440 | 401 | 3 040 | 1 731 | +1 309 |
|               |                                      |        |       |       |     |     |       |       |        |
| Russie        | Championnat de Russie                | 10     | 953   | 511   | 229 | 213 | 1 699 | 1 028 | +671   |
| Russie        | Coupe de Russie                      | 4      | 109   | 68    | 15  | 26  | 199   | 100   | +99    |
| Russie        | Supercoupe de Russie                 | 1      | 5     | 1     | 0   | 4   | 7     | 15    | -8     |
| Russie        | Coupe de la Ligue                    | -      | 4     | 1     | 1   | 2   | 8     | 7     | +1     |
| Russie        | Total Russie                         | 15     | 1 071 | 581   | 245 | 245 | 1 913 | 1 150 | +763   |
|               |                                      |        |       |       |     |     |       |       |        |
| International | Ligue des champions                  | -      | 124   | 40    | 31  | 53  | 173   | 193   | -20    |
| International | Coupe des coupes                     | -      | 18    | 10    | 4   | 4   | 31    | 17    | +14    |
| International | Ligue Europa                         | -      | 130   | 65    | 25  | 40  | 204   | 165   | +39    |
| International | Coupe Intertoto                      | -      | 6     | 3     | 1   | 2   | 9     | 5     | +4     |
| International | Coupe de la CEI                      | 6      | 50    | 44    | 2   | 4   | 204   | 35    | +215   |
| International | Total International                  | 6      | 328   | 162   | 63  | 103 | 621   | 415   | +206   |
|               |                                      |        |       |       |     |     |       |       |        |
| Total         | Total                                | 45     | 3 142 | 1 645 | 748 | 749 | 5 574 | 3 296 | +2 278 |

## Joueurs et personnalités du club

### Présidents
Le tableau suivant présente la liste des présidents du club depuis 1989.
| Nom                   | Période   |
| --------------------- | --------- |
| Iouri Chliapine       | 1989-1993 |
| Oleg Romantsev        | 1993-2002 |
| Andreï Tchervitchenko | 2003-2004 |
| Léonid Fedoun         | 2005-2015 |
| Sergueï Rodionov      | 2015-     |

### Entraîneurs
La liste suivante présente les différents entraîneurs du club depuis 1936.
- Antonín Fivébr (en) (mai 1936-juillet 1936)
- Mikhaïl Kozlov (ru) (août 1936-décembre 1936)
- Konstantin Kvachnine (en) (janvier 1937-septembre 1938)
- Piotr Isakov (en) (janvier 1939-avril 1939)
- Piotr Popov (ru) (avril 1939-décembre 1939)
- Vladimir Gorokhov (en) (1940)
- Piotr Popov (ru) (1941)
- Vladimir Gorokhov (en) (1942-1943)
- Konstantin Kvachnine (en) (1944)
- Vladimir Gorokhov (en) (janvier 1945-mars 1945)
- Piotr Isakov (en) (avril 1945-juin 1945)
- Albert Volrat (ru) (juillet 1945-décembre 1947)
- Konstantin Kvachnine (en) (1948)
- Abram Dangoulov (ru) (janvier 1949-mai 1951)
- Gueorgui Glazkov (juin 1951-décembre 1951)
- Vassili Sokolov (1952-1954)
- Nikolaï Gouliaïev (1955-1959)
- Nikita Simonian (1960-1965)
- Nikolaï Gouliaïev (1966)
- Sergueï Salnikov (janvier 1967-juillet 1967)
- Nikita Simonian (juillet 1967-décembre 1972)
- Nikolaï Gouliaïev (1973-1975)
- Anatoly Krutikov (1976)
- Konstantin Beskov (1977-1988)
- Oleg Romantsev (1989-1995)
- Gueorgui Iartsev (1996)
- Oleg Romantsev (janvier 1997-juin 2003)
- Andreï Tchernychov (juin 2003-septembre 2003)
- Vladimir Fedotov (septembre 2003-décembre 2003)
- Nevio Scala (décembre 2003-août 2004)
- Aleksandrs Starkovs (septembre 2004-avril 2006)
- Vladimir Fedotov (avril 2006-juin 2007)
- Stanislav Tchertchessov (juin 2007-août 2008)
- Igor Lediakhov (intérim) (août 2008-septembre 2008)
- Michael Laudrup (septembre 2008-avril 2009)
- Valeri Karpine (avril 2009-mai 2012)
- Unai Emery (juin 2012-novembre 2012)
- Valeri Karpine (novembre 2012-mars 2014)
- Dmitri Gounko (en) (mars 2014-juin 2014)
- Murat Yakin (juin 2014-mai 2015)
- Dmitri Alenitchev (juin 2015-août 2016)
- Massimo Carrera (août 2016-octobre 2018)
- Raúl Riancho (intérim) (octobre 2018-novembre 2018)
- Oleg Kononov (novembre 2018-septembre 2019)
- Domenico Tedesco (octobre 2019-mai 2021)
- Rui Vitória (mai 2021-décembre 2021)
- Paolo Vanoli (décembre 2021-juin 2022[11])
- Guillermo Abascal (juin 2022-avril 2024)
- Vladimir Slišković (intérim) (avril 2024-juin 2024)
- Dejan Stanković (depuis juillet 2024)

### Joueurs emblématiques

#### Distinctions individuelles

Auteur de 162 buts entre 1949 et 1959, Nikita Simonian est le meilleur buteur de l'histoire du club.

La liste suivante présente les joueurs ayant obtenu des distinctions individuelles notables au cours de leur passage au club.
| Nom                     | Période au club               | Performances |
| ----------------------- | ----------------------------- | --- |
| Leonid Roumiantsev      | 1935-1940                     | Meilleur buteur du championnat soviétique en 1937. |
| Gueorgui Glazkov        | 1935-1947                     | Meilleur buteur du championnat soviétique en automne 1936. |
| Nikita Simonian         | 1949-1959                     | Meilleur buteur de l'histoire du club (162 buts). Meilleur buteur du championnat soviétique en 1949, 1950 et 1953.                                                                                              |
| Anatoli Iline           | 1949-1962                     | Meilleur buteur du championnat soviétique en 1954 et 1958. |
| Evgeny Lovchev          | 1969-1978                     | Footballeur soviétique de l'année en 1972. |
| Aleksandr Prokhorov     | 1972-1975 1976-1978           | Gardien soviétique de l'année en 1974 et 1975. |
| Gueorgui Iartsev        | 1977-1980                     | Meilleur buteur du championnat soviétique en 1978. |
| Youri Gavrilov          | 1977-1985                     | Meilleur buteur du championnat soviétique en 1983. |
| Sergueï Rodionov        | 1979-1990 1993-1995           | Meilleur buteur du championnat soviétique en 1989. |
| Fiodor Tcherenkov       | 1977-1990 1991-1994           | Joueur le plus capé de l'histoire du club (514 matchs). Footballeur soviétique de l'année en 1983 et 1989. |
| Rinat Dasaev            | 1978-1988                     | Membre du FIFA 100. Footballeur soviétique de l'année en 1982. Gardien de but de l'année en 1988. Gardien européen de l'année en 1983 et 1988. Gardien soviétique de l'année à six reprises entre 1980 et 1988. |
| Valeri Shmarov          | 1987-1991 1995-1996           | Meilleur buteur du championnat soviétique en 1990. |
| Stanislav Tchertchessov | 1984-1987 1989-1993 1995 2002 | Gardien soviétique de l'année à six reprises entre 1989 et 1990. Gardien russe l'année en 1992 |
| Igor Lediakhov          | 1992-1994                     | Footballeur de l'année en Russie en 1992 (Sport-Express). |
| Viktor Onopko           | 1992-1995                     | Footballeur de l'année en Russie en 1992 (Futbol (en)) et 1993. |
| Andreï Tikhonov         | 1992-2000 2011                | Footballeur de l'année en Russie en 1996. |
| Egor Titov              | 1992-2008                     | Footballeur de l'année en Russie en 1998. |
| Ilya Tsymbalar          | 1993-1999                     | Footballeur de l'année en Russie en 1995. |
| Dmitri Alenitchev       | 1994-1998 2004-2006           | Footballeur de l'année en Russie en 1997. |
| Aleksandr Filimonov     | 1996-2001                     | Gardien de but russe de l'année en 1998. |
| Roman Pavlioutchenko    | 2003-2008                     | Meilleur buteur du championnat russe en 2006 et 2007. |
| Welliton                | 2007-2014                     | Meilleur buteur du championnat russe en 2009 et 2010. |
| Artiom Rebrov           | 2011-2021                     | Gardien de but russe de l'année en 2015. |
| Yura Movsisyan          | 2013-2016                     | Meilleur buteur du championnat russe en 2013. |
| Quincy Promes           | 2014-2018                     | Footballeur de l'année en Russie en 2017. Meilleur buteur du championnat russe en 2018. |

## Identité du club

### Historique du logo
La galerie suivante liste les différents logos connus du club au cours de son existence,.

Pichtchevik (1926-1930)
1935-1950
1950-1997
1998-2001
2002-2013
depuis 2013

### Stades et affluences
Historiquement, le Spartak n'a jamais eu de stade attitré, évoluant généralement au sein de différentes enceintes moscovites, en particulier les stades Loujniki et Lokomotiv. Après la reprise du club par Léonid Fedoun dans les années 2000, celui-ci met en place le projet de stade dédié dont la construction démarre au mois de juin 2007. Cette nouvelle enceinte, qui prend le nom d'Otkrytie Arena, accueille ses premiers matchs en septembre 2014 et peut accueillir jusqu'à 45 000 personnes.